# Alex Ross (Comiczeichner)

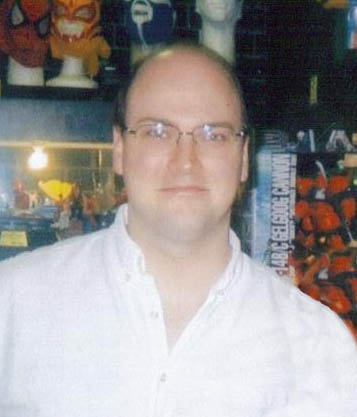
Ross, 2012

Alex Ross (* 22. Januar 1970 in Portland, Oregon) ist ein US-amerikanischer Comicautor und -Zeichner. Entgegen dem für Comics üblichen Zeichenstil ist Ross ein klassisch ausgebildeter Maler, der nach Vorlage arbeitet. Zu diesem Zweck lässt er zumeist Freunde Modell stehen. Da seine Arbeitsmethode im Vergleich zu normalen Comiczeichnungen sehr zeitaufwändig ist, steuert er zu vielen Projekten nur die Coverabbildungen bei und überlässt die Zeichnungen im Innenteil anderen Zeichnern.

## Werke
- Marvels (1995; ISBN 3928108530).
- Astro City (1995 bis heute): Superheldenserie mit Autor Kurt Busiek und Zeichner Brent Anderson. Von Ross stammen die Coverabbildungen, zudem entwickelt er gemeinsam mit Anderson das Aussehen der einzelnen Figuren.
- U.S./Uncle Sam (1999): Die Figur Uncle Sam führt den Leser durch die amerikanische Geschichte. Mit Autor Steve Darnall versucht sich Alex Ross in der Kritik am American Way of Life. Für dieses Werk wurde Alex Ross 1998 mit dem Eisner Award als „Best Painter“ und „Best Cover Artist“ ausgezeichnet (ISBN 3910079482).
- Superman – Friede auf Erden (1999): Mit Autor Paul Dini. 1999 mit dem Eisner Award in der Kategorie „Best Graphic Album“ und „Best Painter“ ausgezeichnet (ISBN 3551744017).
- Batman – Krieg dem Verbrechen (2000): Mit Autor Paul Dini. Ausgezeichnet 2000 mit dem Eisner Award als „Best Painter/Multimedia Artist“ (ISBN 3551744041).
- Kingdom Come – Die Apokalypse (2001): Die Superhelden führen einen erbitterten Krieg gegeneinander, der die Welt an den Rand des Abgrunds führt. Alex Ross und Mark Waid bieten eine Neuinterpretation des amerikanischen Superheldenmythos (ISBN 3551726256).

### Sonstiges
Für den Vorspann zum Film Spider-Man 2 fertigte Ross im Jahr 2004 15 Zeichnungen an, welche die Handlung des Vorläuferfilms Spider-Man zusammenfassen. Die Originale wurden bis zum 20. Oktober 2004 zu Gunsten der „United Cancer Front“ im Internetauktionshaus eBay versteigert.